# Ibrahim Imoro
Ibrahim Imoro, né le 2 octobre 1999, est un footballeur international ghanéen qui évolue au poste d'arrière gauche à l'Al Hilal Omdurman.

## Biographie

### Carrière en club
Né au Ghana, Ibrahim Imoro est formé par le Windy Professionals FC, où il commence sa carrière professionnelle en 2016,. Il joue dans plusieurs clubs de son pays natal, avant de faire ses premiers pas à l'étranger en 2018, à la suite de l'annulation du championnat ghanéen à la suite des scandales de corruptions dans la fédération.
Imoro s'entraine ainsi avec l'Hapoel Tel Aviv, en Israël, mais n'est finalement pas signé et retourne en première division du Ghana, cette fois avec l'Asante Kotoko SC.
C'est finalement en 2022, après avoir gagné le championnat de son pays qu'il est transféré à l'étranger, à l'Al Hilal Omdurman,. Il s'illustre rapidement avec le club soudanais, qu'il qualifie pour la Ligue des champions.

### Carrière en sélection
Ibrahim Imoro est convoqué pour la première fois avec l'équipe nationale du Ghana en 2021. Il honore sa première sélection le 28 mars 2021.
Le 4 novembre 2022, Ibrahim Imoro est sélectionné par Otto Addo dans le groupe préliminaire du Ghana pour la Coupe du monde 2022,,,.